# Йепес, Жерар
Жерар Йепес Лаут (исп. Gerard Yepes Laut; род. 25 августа, 2002, Барселона, Испания) — испанский футболист, полузащитник.

## Карьера
Играл в молодёжных командах «Сант-Андреу» и «Сампдория».

### «Сампдория»
С конца 2021 года начал привлекаться к матчам основной команды. Параллельно играл в команде U19. Дебютировал в Серии А в матче 19-го тура против «Ромы», заменив Кристоффера Аскильдсена на 89-й минуте.